# Kavak
Kavak là một huyện thuộc tỉnh Samsun, Thổ Nhĩ Kỳ. Huyện có diện tích 699 km² và dân số thời điểm năm 2007 là 21854 người, mật độ 31 người/km².